# Leptoconops vargasi
Leptoconops vargasi är en tvåvingeart som beskrevs av Clastrier och Wirth 1978. Leptoconops vargasi ingår i släktet Leptoconops och familjen svidknott.
Artens utbredningsområde är Baja California (Mexiko). Inga underarter finns listade i Catalogue of Life.